# Генералова радња
Генералова радња (изворно енглески Possible Possum) је амерички цртани филм из 1960-их који је су направили Теритун картунс (енгл. TerryToon Cartoons) и Си-би-ес продакшнс (енгл. CBS Productions). 
Главни лик су опосум Миле (Possible Possum), медвед Боле (Billy Bear), сова Буљко (Owlawishus Owl), миш Мицко (Macon Mouse) и Генерал (Mr. General), власник „Главне продавнице“ (General Store).
Емитовала се током 1980-их на Телевизији Београд.